# 中国人民解放军第7435工厂
中国人民解放军第七四三五工厂，又名国营武汉新宇机器厂，是一家位于中华人民共和国湖北省武汉市的军工企业，隶属中国人民解放军火箭军装备部。工厂始建于1949年5月20日。
工厂在1951年迁入原武昌造币厂厂址。改革开放后，工厂在东湖高新技术开发区修建了新厂区。后来，位于东湖开发区的厂区成为主厂区。第二炮兵撤销前，工厂隶属于中国人民解放军第二炮兵装备部。